# Vorstschade (bouwkunde)
Vorstschade aan constructies wordt veroorzaakt door bevriezing van het vocht in de constructie. Vorstschade is zichtbaar in de vorm van scheuren, stenensplinters en zwelling van het materiaal.
Bij bevriezing neemt het volume van water met 9% toe. Wanneer het volumieke vochtgehalte hoger is dan 91%, dan kan de volumetoename van het water in de poriën van het materiaal ten gevolge van bevriezing niet opgenomen worden door voldoende lege poriën. Hierdoor ontstaat een toename van inwendige druk. Als deze druk hoger is dan de treksterkte van het materiaal, dan ontstaan er microscheuren. Zichtbare vorstschade ontstaat pas na een opeenhoping van microscheuren ten gevolge van een aantal vries-dooi-cycli.
Een manier om vorstschade te voorkomen is het gebruik van vorstbestendige materialen. Een vorstbestendig materiaal heeft voldoende gesloten poriën, zodat de volumetoename ten gevolge van het bevriezen van het water in capillair verbonden poriën opgenomen kan worden door ijsvrije gesloten poriën.